# Гилетинци
Гилетинци су насељено место у саставу општине Церник у Бродско-посавској жупанији, Република Хрватска.

## Историја
До територијалне реорганизације у Хрватској налазили су се у саставу старе општине Нова Градишка.

## Становништво
На попису становништва 2011. године, Гилетинци су имали 268 становника.

## Попис1991.
На попису становништва 1991. године, насељено место Гилетинци је имало 289 становника, следећег националног састава:
| Попис 1991.‍ | Попис 1991.‍ | Попис 1991.‍ | Попис 1991.‍ | Попис 1991.‍ |
| ----------- | ----------- | ----------- | ----------- | ----------- |
|             |             |             |             |             |
| Хрвати      | Хрвати      |             | 284         | 98,26%      |
| Муслимани   | Муслимани   |             | 1           | 0,34%       |
| непознато   | непознато   |             | 4           | 1,38%       |
| укупно: 289 |             |             |             |             |